# Serguei Kútxerov
Serguei Viatxeslàvovitx Kútxerov (en rus Сергей Вячеславович Кучеров) (Tula, 18 de juliol de 1980) va ser un ciclista rus, especialista en la pista. Va participar en els Jocs Olímpics de 2008 i del 2012.

## Palmarès
- 2011
  -  Campió de Rússia en Velocitat per equips (amb Denís Dmítriev i Serguei Boríssov)

### Resultats a laCopa del Món en pista
- 2011-2012
  - 1r a Pequín, en Velocitat per equips